# Kompensation (Schach)
Kompensation ist im Schach ein Ausgleich eines Nachteils, etwa eines Stellungsnachteils oder eines Materialrückstandes, durch andere Vorteile. Das Wort Kompensation entspricht im Schach etwa den Begriffen „Ausgleich“ oder „Ersatz“. Indem man im Verlauf einer Schachpartie die mögliche Kompensation eines Materialrückstands ermittelt, kann man  überprüfen, ob dessen absichtliche Herbeiführung sinnvoll ist oder sogar die Gewinnchancen erhöht oder ob der Materialvorsprung des Gegners zu groß ist, d. h. keine ausreichende Kompensation besteht.
Im Zusammenhang mit der Kompensation spricht man auch vom sogenannten Opfer, d. h. man gibt dem Gegner Figurenvorsprung in dem Wissen, dass eine ausreichende Kompensation erreicht wird. Dabei gibt es sowohl kurzfristige als auch langfristige Kompensationsmöglichkeiten. Opfert man beispielsweise eine Figur, um in den folgenden Zügen zwingend matt zu setzen, ist die Kompensation kurzfristig erreichbar. Ein Opfer zu Beginn einer Partie, das einen Eröffnungsvorteil herbeiführt, der erst im Verlauf des Spiels zu einem Ausgleich des Opfers führt, basiert auf einer langfristigen Kompensation. Ein Opfer (meist eines oder zweier Bauern) bereits in der Eröffnung mit dem Ziel einer langfristigen Kompensation bezeichnet man auch als Gambit. 

## Kurzfristige Kompensation
Eine sehr bedeutende Rolle spielt die kurzfristige Kompensation bei sog. Kombinationen, also bei einer bestimmten erzwingbaren Zugabfolge, die zu einem Materialgewinn oder im besten Fall zum Matt führt. Dabei addiert man den Wert der Figuren, die man während der Kombination hergibt. Dann überlegt man, ob dieser Wert ausgeglichen, d. h. kompensiert werden kann. 
Als Beispielsfall sei angenommen, dass der weiße Spieler eine Kombination starten möchte, die zum Gewinn der gegnerischen Dame führt. Um die Kombination in Gang zu setzen, muss er jedoch Material opfern. Die Frage, ob die Kompensation erzwingbar ist, entscheidet nun, ob eine Einleitung der Kombination sinnvoll ist. Müsste der weiße Spieler z. B. zwei Türme opfern, um die Dame zu gewinnen, erreicht er keine hinreichende Kompensation für den Materialverlust. Dies schließt man daraus, dass ein Turm etwa fünf Bauerneinheiten wert ist, zwei Türme also zehn. Als Kompensation müsste der opfernde Spieler also selbst zehn Bauerneinheiten wiedererhalten, was mit dem Gewinn der Dame aber nicht erfolgt, da deren Wert üblicherweise auf neun Bauerneinheiten geschätzt wird. Muss der angreifende Spieler aber nur einen Turm und eine Leichtfigur (Springer oder Läufer) opfern, um die Dame zu gewinnen, erhält er ausreichende Kompensation, denn er gibt acht Bauerneinheiten ab (fünf für den Turm, drei für die Leichtfigur) und gewinnt anschließend neun für die Dame zurück. Ausreichende kurzfristige Kompensation wird also dann erreicht, wenn im Verlauf einer Kombination der Wert der geschlagenen Figuren gleich hoch oder höher ist als derjenige der geopferten Figuren.

## Langfristige Kompensation
Die langfristige Kompensation dagegen ist oft entscheidend für die Eröffnung einer Partie. So ist das Spielen eines Gambits lediglich sinnvoll und vielversprechend, wenn ein Ausgleich des hergegebenen Materials möglich ist. Erzielt man durch das Gambit einen großen Entwicklungsvorsprung (d. h. man entwickelt die eigenen Figuren schneller als der Gegner seine), der den Gegner in die Defensive drängt und möglicherweise selbst zum Opfern von Material zwingt, ist eine ausreichende Kompensation gegeben. Ist dagegen kein nennenswerter Vorteil beim Opfern von Material erkennbar, auch auf lange Sicht gesehen nicht, so ist die Kompensation unzureichend, was natürlich oft zum Partieverlust führt. Bei Gambits und der damit verbundenen Frage nach der ausreichenden Kompensation besitzt auch das Überraschungsmoment bzw. die Wirkung eines für den Gegner auf den ersten Blick unsinnigen Opfers eine große Relevanz. So gibt es viele Gambits, welche bei richtigem Gegenspiel, sei es das Annehmen des Gambits oder aber das Ablehnen oder aber ein Gegengambit, nachteilig sind für den opfernden Spieler, die aber dennoch häufig gespielt werden, da man den Gegner durch die überraschende Opferaktion aus dem Konzept bringt, sodass dieser die entsprechende Gegenreaktion nicht findet oder das Angriffsspiel des opfernden Spielers leichtsinnig unterschätzt. So lässt es sich auch erklären, dass die Gambits mit zunehmender Spielstärke der Spieler seltener, von Schachcomputern praktisch fast nie gespielt werden, da der Überraschungseffekt mit zunehmender Erfahrung der Spieler abnimmt bzw. bei Schachcomputern gänzlich entfällt. Die Frage der Kompensation ist folglich elementar bei der Abwägung, ob man ein Gambit spielen sollte oder nicht, aber nicht immer auch bei der Abwägung, ob man es dann auch wirklich spielt.